# Косцелецкий, Ян (1430—1498)
Ян Косцелецкий (1430—1498) — государственный деятель Польского королевства, хорунжий иновроцлавский (1450), подкоморий добжинский (1453), староста свецкий (1475—1483) и быдгощский (1480—1482), каштелян крушвицкий (с 1481 года), каштелян и староста добжиньский (с 1485 года), каштелян бжесць-куявский (1490—1493), воевода иновроцлавский (1497—1498).

## Биография
Представитель польского шляхетского рода Косцелецких герба «Огоньчик». Второй сын воеводы иновроцлавского и бжесць-куявского Николая Косцелецкого (ок. 1405—1479) от брака с Доротой из Пнев. Братья — епископ хелмский Николай Косцелецкий и староста добжиньский Винцент Косцелецкий.
Первоначально Ян Косцелецкий носил звания хорунжего иновроцлавского (1450) и подкомория добжиньского (1453). В 1475—1483 годах занимал должность старосты свецкого. В 1480 году был назначен старостой быдгощским, а в 1481 году стал каштеляном крушвицким.
В 1485 году как каштелян и староста добжиньский Ян Косцелецкий присутствовал при принесении молдавским господарем Стефаном Великим под Коломыей ленной присяги на верность польскому королю и великому князю литовскому Казимиру Ягеллончику. Добился доверием нового польского короля Яна I Ольбрахта и стал одним из его самых доверенных советников. В 1490 году Николай Косцелецкий получил должность каштеляна бжесць-куявского. В 1497 году сопровождал Яна Ольбрахта в торжественном въезде во Львов в начале молдавской кампании. В том же году получил должность воеводы иновроцлавского.

## Семья
Был дважды женат. Около 1483 года первым браком женился на Эльжбете Опоровской, дочери воеводы иновроцлавского, от брака с которой не имел детей. Около 1486 года вторично женился на Катажине из Журавицы (ум. после 1497), дочери каштеляна пшемысльского Добеслава Одровонжа из Журавицы (ум. 1475). Дети:
- Николай Косцелецкий (ок. 1485—1535) — каштелян иновроцлавский (1516), воевода иновроцлавский (1520—1523), бжесць-куявский (1523—1525) и калишский (1525—1535), староста добжиньский, бжесць-куявский и бобровницкий
- Анна Косцелецкая, жена воеводы бжесць-куявского Анджея Кротовского.

Его вторая жена Катажина Одровонж принесла ему большое приданое (восемь сёл и часть местечка Куликово в Русском воеводстве), он смог выкупить у Яна Костки два села и предоставил королю кредит в размере 2800 флоринов под залог города и замка Коло в Великой Польше.